# Geschichte des hochauflösenden Fernsehens
Seit 1936 existieren Bestrebungen, die Videoauflösung aktueller Fernsehübertragungen zu erhöhen. Diese Sammlung von Fernsehnormen wird als hochauflösendes Fernsehen bezeichnet. Die heutige Umsetzung ist das High Definition Television.

## Zeit des Analogfernsehens (ca. 1930–1980)

### Schwarzweiß (1930er–1950er)

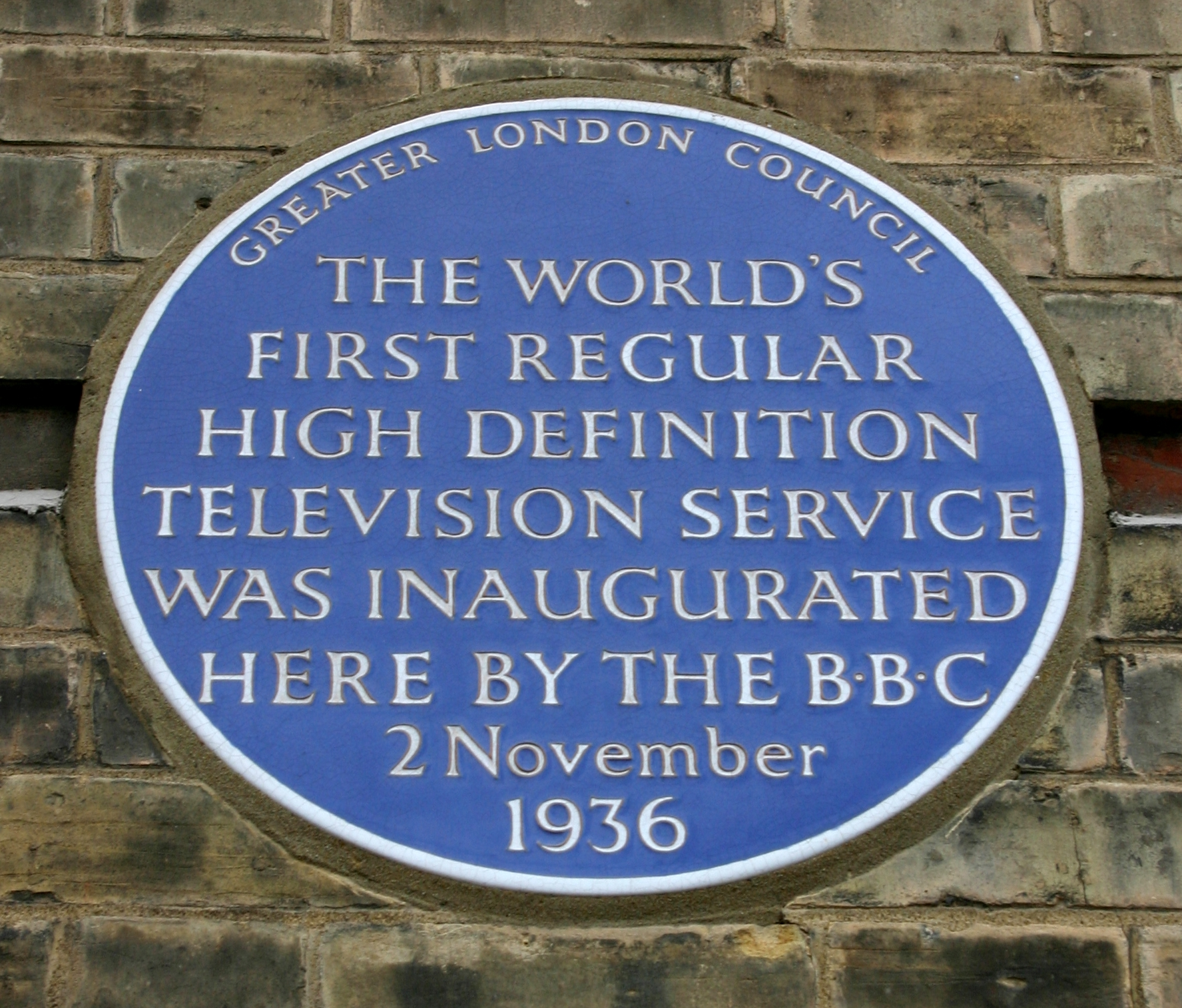
Plakette des Greater London Council mit Hinweis zum BBC „High Definition“ Regelbetrieb 2. November 1936

Im November 1936, zum Sendestart des vollelektronischen BBC Television Service, wurde erstmals das schwarz-weiße 405-Zeilen-System von Marconi/EMI als hochauflösend bezeichnet, um es von den anderen damaligen Versuchen mit anfangs nur 30 (ab 1928), später 120 Zeilen von John Logie Baird (ebenfalls Großbritannien) und 180 Zeilen (in Deutschland verwendet durch den Fernsehsender Paul Nipkow) abzugrenzen. Die Ausstrahlung erfolgte vom Südost-Turm des Alexandra Palace (Wood Green, London). Eine Tafel erinnert dort an dieses Ereignis.

#### Fernsehübertragung mit 1029 Zeilen (frühes HDTV)
Im Sommer 1940 wurde erstmals in der Geschichte der Fernsehtechnik einem ausgewählten Kreis ein Fernsehbild von mehr als 1000 Zeilen vorgeführt. Die Übertragung erfolgte nach dem Zeilensprungverfahren mit 1029 Zeilen bei 25 Bildwechseln. Durch den Bau dieser Übertragungsanlage sollte die Frage geklärt werden, mit welchen Mitteln sich Bilder solch großer Auflösung herstellen lassen und ob die Wirkung solcher Bilder den mit der Erhöhung der Zeilenzahl verbundenen Aufwand lohnt. Ferner sollten die Möglichkeiten untersucht werden, diese hochzeiligen Bilder drahtlos oder über Kabel zu übertragen. Als Abtasteinrichtung kam zunächst nur ein Sondenrohr infrage, da dieses eine mechanisch definierte Abtastblende besitzt und zudem die Bildpunktgröße durch Verändern des elektronenoptischen Abbildungsmaßstabes in gewissen Grenzen variiert werden kann.
Die Bildgröße auf der Photokathode beträgt etwa 5 cm × 6 cm. Bei einer Kathodenempfindlichkeit von 40 μA/Lumen ergibt sich nach Verstärkung über einen 21-stufigen Sekundärverstärker an einem Widerstand von 500 Ohm ein genügend schrotfreies Bildsignal von etwa 50 mV. Die Verstärker übertragen Frequenzen bis 20 MHz ohne im Bild sichtbare Laufzeitfehler, die trägerfrequente Bandbreite ist bei Zweiseitenbandübertragung auf ±15 MHz begrenzt (30 % Amplitudenabfall).
Ein kleiner Sender auf 1,5 m Wellenlänge bei etwa 10 Watt Antennenleistung, dessen Endstufe am Bremsgitter moduliert ist, wurde gebaut, ebenso der zugehörige Empfänger, dessen Zwischenfrequenzband 40 bis 70 MHz beträgt. Der ZF-Verstärker hat sechs Gegentaktstufen mit der Röhre EFF 50. Bei der drahtlosen Übertragung ist es infolge der großen Bandbreite schwierig, Störsender vom ZF-Teil fernzuhalten. Für die Übertragung erwiesen sich Wellenlängen im Dezimetergebiet geeigneter, damit die Mischstufe keinesfalls Frequenzen des ZF-Bandes durchlässt.
Versuchsweise wurde auch eine Kabelübertragung über eine Länge von etwa 30 m durchgeführt, bei einem Wellenwiderstand des Kabels von 150 Ohm. Diese Übertragungsanlage enthält einschließlich der Modulations- und Demodulationsstufen 27 Verstärkerstufen. Eine Minderung der ursprünglichen Bildqualität war nicht zu bemerken. Es wurden Empfänger gebaut, welche den hohen Anforderungen an Auflösung genügten. Besondere zur Erzielung der großen Steuerspannung notwendige Verstärker, deren Endstufe im Gitterstrombereich arbeitete, wurden entwickelt. Auch Projektionsröhren von 18 cm wurden hergestellt, wobei die zur Wiedergabe von 1029 Zeilen erforderliche Schärfe durch Verwendung einer langen Konzentrierspule erzielt wurde. Die Empfangsbilder besaßen außerordentlich hohe Brillanz und einwandfreie Schärfe, welche die eines 16-mm-Schmalfilmbildes übertraf.
Die Versuche ergaben, dass die Übertragung von Fernsehbildern mit 1029 Zeilen mit den zur Verfügung stehenden technischen Mitteln möglich ist. Die bei Ausschöpfung aller Möglichkeiten erzielbare Bildqualität übertrifft jedoch wesentlich die Anforderungen, die zumindest für Heimempfang an eine gute Bildübertragung gestellt werden.
Die Entwicklung und der Bau der vorstehend beschriebenen Fernsehgeräte war eine Gemeinschaftsarbeit der Fernseh G.m.b.H., an der neben Rolf Möller und Georg Schubert, welche als technische Geschäftsführer die allgemeine Entwicklungsrichtung bestimmten, und den Physikern und Entwicklungsingenieuren auch zahlreiche weitere Mitarbeiter Anteil haben, welche insbesondere die Fülle der damit verbundenen technischen Kleinarbeit bewältigten.
Schon bei der Festlegung der normalauflösenden Fernsehnormen der Welt Ende der 1940er-Jahre musste man sich bei der Festlegung der Zeilenanzahl und Videobandbreite gegenüber dem Wünschenswerten deutlich einschränken. Praktisch standen zur Übertragung von Fernsehen 80 bis 90 MHz Hochfrequenzbandbreite (HF) zur Verfügung. Beherrschbare und bezahlbare Hochfrequenztechnik endete bei 200 bis 300 MHz. Es dauerte rund 25 Jahre, bis Aufnahme- und Wiedergabetechnik die Formate mit 405 (Großbritannien und Irland, bis 1985, ab 1967 langsam durch 625 Zeilen ersetzt) bis 819 Zeilen (Frankreich, bis 1983, ab 1975 langsam durch 625 Zeilen ersetzt) ansatzweise ausreizten. Zur Synchronisierung der Bilder wurde ursprünglich die Netzfrequenz benutzt. Diese beträgt 50 Hz (Europa, Afrika, Asien (inkl. östl. Japan), Australien) oder 60 Hz (Amerika, westl. Japan, Südkorea). Die Bilder wurden mit der halben Netzfrequenz gesendet, also 25 oder 30 Bilder in der Sekunde. Hierdurch konnte ein flüssiger Bewegungseindruck erreicht werden, was jedoch zur Vermeidung des Flimmerns nicht ausreicht. Hier hilft das Zeilensprungverfahren, welches zwei Halbbilder mit versetzten Zeilen sendet (interlaced). Das erste Halbbild mit den Zeilen 1, 3, 5, 7 … und das zweite mit 2, 4, 6, 8 … Somit wird erreicht, dass das Bild nicht mehr flimmert, die einzelne Zeile flimmert noch, was jedoch bei einem angemessenen Betrachtungsabstand nicht auffällt.

### Farbe (1950er–1980er)
Die ersten öffentlichen Farbfernsehsendungen wurden 1953 in den USA im NTSC-Verfahren (525 Zeilen, davon maximal 486 sichtbar) ausgestrahlt, Europa folgte ab 1966 mit dem französischen SECAM- und dem von Walter Bruch entwickelten PAL-Verfahren (625 Zeilen). Bruch (bei Telefunken) hat auch die Grundlagen für das MAC-System erfunden (1973 als „Trisec“ vorgestellt), das später in Europa zu D2-MAC (625 Zeilen) und HD-MAC (1250 Zeilen) weiterentwickelt wurde. Unabhängig von dem Problem der verschiedenen Normen (NTSC, PAL, SECAM) fanden die ersten Versuche zu HDTV Ende der 1970er bis Anfang der 1980er Jahre statt. Treibende Kräfte waren das IEEE und die SMPTE.

### Untersuchungsergebnisse
Aus ihren Untersuchungen im Zeitraum 1978 bis 1982 ergaben sich folgende Ziele für ein hochauflösendes Fernsehen:
Die Zeilenzahl sollte auf 1125 bis 1500 (Farbe) oder 2125 (Schwarz-Weiß) erhöht werden, um die Zeilenstruktur nicht mehr wahrnehmbar zu machen und ein schärferes Bild mit mehr Details zeigen zu können. Das Bildseitenverhältnis sollte von 4:3 auf 5:3 bis 6:3 gestreckt werden, um sich dem menschlichen Gesichtsfeld und der Kinoprojektion anzunähern. Zur Reduzierung des Flimmerns größerer heller Flächen und horizontaler Linien sollte die Halbbildfrequenz mindestens auf 60 Hz erhöht und, sobald technisch möglich, durch mehrfaches Auslesen und Anzeigen digitaler Bildspeicher weiter verbessert werden. Durch Erhöhung der Videobandbreite für das Helligkeitssignal auf 20 bis 50 MHz sollte die Bildschärfe verbessert werden. Die getrennte Übertragung von Farbart und Helligkeitssignal mit Bandbreiten zwischen 5,5 und 12,5 MHz würde Cross-Luminance-Störungen (Übersprechen von Farbinformation in die Helligkeitsübertragung) verhindern. Wie schon die Stereo-Audiosignale sollte zukünftig auch Video per Frequenz- statt Amplitudenmodulation übertragen werden, was Rauschen und Geisterbilder sowie andere auftretende Störungen verringern sollte. Da dies ohne die erst später verfügbar gewordene Video-Irrelevanzkodierung jedoch utopisch hohe notwendige HF-Bandbreite bedeuten würde, kämen als Übertragungsverfahren nur Satellit und Glasfaser in Betracht, wobei 60 Standard- und 30 HDTV-Sender angestrebt wurden.

Wegen der hohen Kosten, die HDTV damals mit sich gebracht hätte, und der ungewissen technischen Entwicklung im Digitalbereich wurde die Einführung auf unbestimmte Zeit verschoben.
In der Bundesrepublik startete Broder Wendland 1979 erste Forschungen zum HDTV am Institut für Nachrichtentechnik der Universität Dortmund. Wendland erarbeitete technische Grundlagen für ein eigenständiges HDTV-System, die ihrerseits wiederum der Ausgangspunkt für den europäischen, sogenannten „Eureka-Standard“ als HDTV-Normvorschlag aus Europa bildeten. Auch das Heinrich-Hertz-Institut begann zu Anfang der 1980er-Jahre mit seinen Forschungen zur „hochauflösenden Darstellung farbiger Bewegtbilder“ und anderer Fragen von HDTV. Ab 1986 wurde dann die Forschung europaweit im Rahmen der Forschungsinitiative EUREKA koordiniert und gebündelt. In den USA begann das Interesse an HDTV im Jahre 1982, als die National Association of Broadcasters (NAB) ein Advanced Television Systems Committee (ATSC) in Washington gründete. Seitdem gab es in den USA verschiedene Forschungen und Entwicklungen im Bereich von Fernsehsystemen, nicht alleine nur bei HDTV, sondern auch bei Zwischenformen.

## Teildigitale Zeit (1980er–1990er)

### MAC
Ende der 1980er-Jahre kam HDTV in Europa wieder in die Diskussion. Bei diesem Vorstoß konzentrierte man sich im Gegensatz zu den Machbarkeitsstudien zehn Jahre zuvor mehr auf einen gangbaren Aufrüstungspfad und entwickelte das MAC-Verfahren (Multiplexed Analogue Components). HD-MAC sollte die zweite Stufe einer Verbesserung sein, deren erste Stufe das für Satellitenübertragung entwickelte D- bzw. D2-MAC war, das sich allerdings aus verschiedenen Gründen bei Endanwendern (mit Ausnahme skandinavischen Bezahlfernsehens) nicht durchsetzen konnte.
HD-MAC ist ein sehr komplexes analog-digitales Hybridsignal, erzeugt mit einem modifizierten D2-MAC-Encoder. Es überträgt 1250 Zeilen/Bild und 50 Halbbilder/Sekunde im 16:9-Format und konnte mit einem 625-Zeilen-D2-MAC-Empfänger in Normalauflösung dekodiert werden, wobei im Gegensatz zu früheren Analogverfahren alle Zeilen für das Bild genutzt werden konnten. Die Olympischen Spiele 1992 in Barcelona wurden teilweise in dieser Norm übertragen und europaweit mit etwa hundert HD-MAC-Empfangsgeräten (zum Teil große Rückprojektionsgeräte) an ausgewählten Standorten vorgeführt. Die Produktion von hochwertigen Videofilmen in HDTV-Qualität und 16:9 wurde noch jahrelang durch die EU finanziell gefördert. Deren vierfache Auflösung macht sich bei hochqualitativer PALplus- oder Digitalaussendung auch auf guten PAL(plus)- oder Digitalempfängern noch bemerkbar.

### MUSE
In Japan fanden Voruntersuchungen zu HDTV seit 1964 statt. Von 1989 bis 2007 wurden Programme im MUSE-Format über Satellit in HDTV parallel zum SDTV-Format mit 480 Zeilen ausgestrahlt.
MUSE übertrug Bilder analog, die Signalverarbeitung geschah aber digital und erforderte aufgrund getrennter Signalverarbeitung für bewegte und stationäre Bildbereiche Datenspeicher zum Zwischenspeichern. Bewegte und stationäre Bildbereiche wurden unterschiedlich verarbeitet. Die Bewegungserkennung geschah unabhängig von Encoder und Decoder, sodass Signalrauschen oder bestimmte Bildmuster zu Bildfehlern führen konnten. Bilder wurden vertikal wie horizontal 2:1 unterabgetastet, das Abtastraster aber von Bild zu Bild verändert. Stationäre Bildelemente konnten daher wieder mit voller Auflösung rekonstruiert werden (1600 × 960), bewegte Elemente nur mit halber Auflösung (800 × 480). Im Gegensatz zu MAC-Systemen, die ja bestehende Farbsysteme ablösen sollten, beschreibt MUSE nur die Verarbeitung des Luminanzsignals. Es enthält keine eigene Farbübertragungsnorm, sondern implementiert eine angepasste Variante des amerikanischen NTSC-Farbsystems.

### PALplus
Ein Ansatz zur Qualitätsverbesserung der Analogtechnik war in Europa Mitte der 1990er PALplus. Das Prinzip verbessert die vertikale Auflösung von Spielfilmen mit Seitenverhältnissen von 16:9 und größer. Die Qualitätsunterschiede sind auf voll PALplus-fähigen 16:9-Geräten (und nur dort!) sehr deutlich sichtbar – etwa vergleichbar anamorpher zu nicht anamorphen DVDs. Die Farbauflösung wird bei PALplus im Vergleich zu Standard-PAL durch den Einsatz von Hilfspulsen verdoppelt. Cross-Color-Effekte treten nicht mehr auf. PALplus hat sich nicht durchgesetzt, da es zu wenige Sender (in Deutschland nur einige öffentlich-rechtliche, Premiere, ProSieben und FAB) ausstrahlten und die ersten PALplus-Geräte viel zu teuer waren. Zudem kann auf digitalem Übertragungsweg 16:9 auch in anamorpher Weise gesendet werden. Die 16:9-Röhrenfernseher neuerer Generationen erkennen das Trägersignal und schalten den Sendeinhalt formatfüllend auf den gesamten sichtbaren Bereich. Ebenso verhält es sich mit den Plasma- und LCD-Fernsehgeräten, die im 16:9-Format gebaut werden.

## Volldigitale Zeit (seit ca. 1990)
Heutige Verfahren basieren auf reiner Digitaltechnik zwischen dem Sendestudio und dem Wohnzimmer, im Idealfall sogar zwischen Bilderzeugung und Anzeige. Bei volldigitalen Verfahren muss gegenüber analogen Videonormen zur Beurteilung einer tatsächlichen Bildqualität erstmals neben einer Bildauflösung auch der Grad einer Videokompression in eine Bewertung eingerechnet werden. Videokompression wird durch eine Effizienz (bit/px), oder abhängig von einer gewählten Auflösung durch eine Bitrate in Mbit/s dargestellt.
Ende der 1980er-Jahre sind die ersten größeren Anstrengungen für eine vollständig digitale Übertragung unternommen worden. Aufbauend auf den Erfahrungen der Joint Photographic Experts Group (JPEG: Standbildkompression) wurde die Moving Picture Experts Group (MPEG: Bewegtbild + Audio) gegründet. Ziel war die Schaffung von weltweiten Standards, die bei niedrigen Datenraten und bezahlbarer Elektronik eine gute Bildqualität erlauben. Die in den frühen 1980ern entwickelten Verfahren (ADPCM) sind dafür vollständig ungeeignet, da sie kaum Redundanzen des Bildes ausnutzen. Folgende Datenraten in Bit pro Pixel sind heutzutage üblich:
| Verfahren   | Anwendung                  | Effizienz (bit/px) |
| ----------- | -------------------------- | ------------------ |
| RGB 24      |                            | 24                 |
| YCbCr 4:2:2 | PostPro, Broadcasting      | 16                 |
| YCbCr 4:2:0 |                            | 12                 |
| ADPCM       | Entwurf HDTV über Sat.     | 5–6                |
| M-JPEG      |                            | 2,4–3              |
| M-JPEG      | DV SP                      | 2,4                |
| M-JPEG      | DV LP                      | 1,8                |
| MPEG-1      |                            | 0,4–0,8            |
| MPEG-1      | VCD                        | 0,47               |
| MPEG-1      | MVCD (konstante Bitrate)   |                    |
| MPEG-2      | MVCD (variable Bitrate)    |                    |
| MPEG-2      | SVCD                       |                    |
| MPEG-2      | 0,3–0,6                    |                    |
| MPEG-2      | DVD                        | 0,4–0,8            |
| M-JPEG 2000 | Digital Cinema             | 0,1–0,8            |
| MPEG-4 ASP  | DivX, Xvid                 | 0,2–0,4            |
| MPEG-4 AVC  | H.264 (x264, Nero Digital) | 0,06–0,10          |

Der angegebene Bereich ist etwa das, was für befriedigende bis gute Wiedergabe notwendig ist. Moderne Lösungen sind mindestens eine Größenordnung besser als ADPCM. Aufgrund dieser hohen Effizienz können in einem für einen analogen Kanal benötigten Frequenzbereich per Satellit oder Kabel sechs und per terrestrischer Antenne drei bis vier digitale Programme gleichbleibender Qualität übertragen werden – oder ein bis zwei HD-Kanäle.

Weltkarte mit Darstellung der Nutzung von Bildwiederholraten bei HDTV anno 2005
60 Hz
50 Hz
50-Hz-Ausstrahlung, 60-Hz-vorbereitet durch europäisches „HD ready“-Label.
geplanter HDTV-Betrieb mit ausstehender Entscheidung zur Bildwiederholrate
keine Information oder kein geplanter HDTV-Betrieb

Zurzeit wird hauptsächlich über Satellit und Kabel übertragen, aber auch terrestrische und Übertragung via Internet (IPTV) sind möglich. Die Verteilung auf diese Systeme variiert von Land zu Land.
In Nordamerika wird ATSC als terrestrische Übertragungsart verwendet. Dort ist die maximale Datenübertragungsrate von 19,2 Mbit/s vorgeschrieben, die aber nicht vom Broadcaster bis zum Endkunden gehalten werden kann, da sich innerhalb der Übertragungswege sogenannte eigenständige Networks befinden, die das Signal verändern dürfen, um es auf die Gegebenheiten des eigenen Netzteiles anzupassen. Dies geschieht primär bei Kabel- und terrestrischer Übertragung. Als Videokomprimierung wird MPEG-2 und als Tonkomprimierung können MPEG Audio und Dolby Digital verwendet werden.
In Europa wird der DVB-Standard verwendet und hauptsächlich über Satellit ausgestrahlt. Erste Kabelunternehmen fangen gerade an, HD-Sender in ihre Netze aufzunehmen. In Frankreich werden momentan Tests mit dem dort TNT genannten DVB-T durchgeführt. Im Gegensatz zu Deutschland wird dort vom Start weg H.264 als Videokodierung auch für SDTV verwendet. Englands BBC speist im Großraum London eine BBC-HD-Variante in das Freeview getaufte DVB-T-Netz ein. Dort wird ebenfalls ein Downpush durch Low Bandwidth Broadcasting getestet.
In der frühen Testzeit wurde für die Satellitenübertragung DVB-S genutzt, später aber auf DVB-S2 gewechselt. Die meisten derzeitigen HD-Sender in Europa verwenden DVB-S2 für den Regelbetrieb; bei angekündigten Neuaufschaltungen wird nur DVB-S2 genannt. Es verwendet im Gegensatz zu DVB-S eine verbesserte Fehlerkorrektur bei der Modulation und kann dadurch die Bandbreite bis zu 30 % effektiver nutzen. Im Kabelnetz wird das DVB-C beibehalten; es wird keine erweiterte Version, ähnlich dem DVB-S2, benötigt. Bei allen kommt die effektive MPEG-4/AVC-Videokomprimierung zum Einsatz.
Die Übertragung über das Internet ist möglich, allerdings noch weit entfernt vom Regelbetrieb. Es sind vereinzelt Websites mit HD-Videos zu finden, allerdings handelt es sich lediglich um herunterzuladende Kinotrailer. Via Fernsehen aufgenommene HD-Spielfilme werden manchmal über Tauschbörsen verteilt, hierbei handelt es sich jedoch um urheberrechtlich bedenkliche Kopien. Kommerzielle Dienste für IPTV oder VoD gibt es für HDTV bislang nicht. Die Deutsche Telekom hat einen IPTV-Dienst auf Basis des VDSL-Netzes mit 25 oder 50 Mbit/s aufgebaut, in dem die Premiere-HD Kanäle und Bundesliga-Spiele in HD (1080i) eingespeist werden. Dieses Netz wird aber zunächst nur in wenigen Ballungszentren eingerichtet.

### Europa
Der im Vergleich zu Nordamerika und Südostasien verspätete Start in Europa ermöglicht es den neuen Anbietern mit moderneren, kostensparenden Verfahren zu starten (MPEG-4-AVC und DVB-S2). Zusätzlich steht parallel die Markteinführung vorbespielter HD-Medien, etwa die Blu-ray Disc, an.
Nach dem Start des neuen, paneuropäischen Satellitenfernsehsenders Euro1080 – inzwischen „HD-1“ – gab es ab 2004 in MPEG-2 einige öffentliche Testausstrahlungen, in Deutschland, insbesondere durch die ProSiebenSat.1 Media AG. Neben einigen Live-Großereignissen wie dem Eurovision Song Contest 2003 oder dem Finale des UEFA Cups 2004/05 werden vor allem Dokumentationen, etwa der BBC, schon länger in hoher Auflösung oder auf nachträglich abtastbarem Film produziert, um sie international einfacher verkaufen zu können. In den größten Fernsehmärkten Deutschland, Großbritannien und Frankreich haben die jeweiligen großen Bezahlfernsehsender den eigentlich angepeilten HDTV-Start zum Weihnachtsgeschäft 2005 wegen der Entscheidung zur neuen Bandbreite sparenden Norm MPEG-4 AVC verschoben und starteten im ersten Halbjahr 2006. Sie hofften, insbesondere mit der Fußball-WM in Deutschland Zuschauer gewinnen zu können.
Frei empfangbare private und öffentlich-rechtliche Sender halten sich bisher in den meisten europäischen Ländern mit der Einführung noch zurück.

#### Deutschland
In Deutschland strahlte vom 26. Oktober 2005 bis zum 16. Februar 2008 die ProSiebenSat.1-Mediengruppe ihre Programme parallel zum normalen Betrieb über DVB-S2 in hochkonvertiertem HDTV (1080i) aus, während Filme vereinzelt sogar in voller HDTV-Auflösung gesendet wurden. Dabei wurden die eigentlichen Senderlogos mit dem Zusatz „HD“ versehen. Jedoch wurden die beiden Sender ProSieben HD und Sat.1 HD am 16. Februar 2008 vorübergehend abgeschaltet. Eine erneute Aufschaltung erfolgte zusammen mit Kabel Eins HD verschlüsselt über die HD+-Plattform von Satellitenbetreiber SES Astra am 30. Januar 2010. Auch die RTL Group strahlt ihre beiden Sender RTL und VOX in HDTV-Qualität (1080i) über HD+ aus, dies jedoch bereits seit dem 1. November 2009. Im Jahr 2010 wurden auch HD-Ableger von Sport1, RTL II und sixx in das Portfolio aufgenommen. Die Sender sixx HD und Sport1 HD waren technisch allerdings erst ab Ende 2011 in der Lage, Sendungen in nativem HD auszustrahlen.
Für die HD+-Plattform des Satellitenanbieters SES Astra sind unter anderem spezielle Empfangsgeräte (HD-fähiger Fernseher mit eingebautem Sat-Tuner oder externer HDTV-Sat-Receiver) erforderlich. Die RTL Group sprach sich dabei für den Pseudo-Nachfolger des im DVB-Standard enthaltenen Common Interfaces (CI) namens CI+ aus, das aber nicht im DVB-Standard enthalten ist. Nach SES-Astra-Angaben ist HD+ nicht zur bisherigen Empfangstechnik kompatibel und erfordert aus diesem Grund neue Empfänger, die auch entsprechende Kopierschutzmöglichkeiten bieten und das Aufzeichnen oder das Überspringen von Werbung bei Fernsehaufnahmen und zeitversetztem Fernsehen unterbinden können. Trotz dieser bisherigen Stellungnahme von SES-Astra haben TechniSat und Humax bereits Firmware-Updates und Hardwarelösungen zur Nutzung des HD+-Angebotes mit bisherigen Empfängern angekündigt. Seit April 2010 werden CI+-Module inklusive Smartcard angeboten, die den HD+-Empfang mit Schnittstellen-kompatiblen Geräten ermöglichen. Ob durch diese Nachrüst-Module eine volle Kompatibilität aktueller Empfänger beim geplanten HD+ oder CI+-Standard gegenüber den später speziell neu entwickelten HD+-Empfängern gewährleistet ist, scheint zurzeit fraglich.
Bereits seit Mai 2006 sendet der frei empfangbare Sender Anixe HD ein Vollprogramm in HD mit Serien, Spielfilmen und Magazinen; zeitweise sind sogar in guter HD-Qualität (1080i) aktuelle Kinovorschauen und der Reisekanal „Lastminute.tv“ zu sehen. Einzelne Sportarten der Olympischen Spiele 2008 wurden abends als Wiederholung gezeigt. Zeitweise strahlte der Sender sein spätabendliches Programm zu Testzwecken sogar in 3D im „Side-by-side“-Format aus.
Die deutschen öffentlich-rechtlichen Sender gaben sich trotz der schnellen Verbreitung entsprechend ausgestatteter Geräte in den Haushalten, wohl aufgrund der nötigen Investitionen für die Produktions- und Sendetechnik eher zurückhaltend. Seit dem 1. Juli 2008 sendet Arte parallel zum normalen SD-Fernsehbetrieb auf ARTE HD Deutschland auch in hochauflösender Fernsehnorm 720p50, der französische HD-Zweig sendet das Produktionsformat original in 1080i.
Seit dem 12. Februar 2010 senden auch das Erste und das ZDF in High Definition 720p. Zuvor begannen die beiden Sender im Rahmen der Leichtathletik-Weltmeisterschaften im August 2009 in Berlin mit der Vorbereitungsphase für HDTV. Die ersten Fernsehserien wurden bereits seit Mitte 2008 auf HD-Produktion umgestellt. Der Anteil an nativen HD-Produktionen wurde sukzessive ausgebaut, die restlichen Beiträge wurden hochskaliert. Jeweils zur IFA und zu Weihnachten 2008 und 2009 sowie zu den Leichtathletik-Weltmeisterschaften 2009 sendete Einsfestival auf dem Simulcastkanal Einsfestival HD in 720p. Die Aufnahme des Regelbetriebs von Einsfestival HD erfolgte Anfang Dezember 2013.
Seit Abschaltung des analogen Satellitenfernsehens 2012 werden die großen Dritten Programme (BR, WDR, NDR, SWR, Phoenix) ebenfalls in 720p übertragen. Das ZDF strahlt seit diesem Tag ebenfalls seine Digitalprogramme (ZDFinfokanal, ZDFkultur und ZDFneo) sowie 3sat in HD aus. Am 5. Dezember 2013 zogen MDR, hr, rbb, Tagesschau24, Einsfestival und EinsPlus nach.
Der Bezahlsender Premiere bot ab dem 3. Dezember 2005 drei HD-Kanäle (1080i) an. Da bei Premiere HD Film von den großen Filmstudios der HDCP-Kopierschutz verlangt wird, ist über die analogen Receiver-Ausgänge nur Standardauflösung verfügbar. Bei Premiere HD Sport und Discovery HD wurde dagegen auf dieses Verfahren verzichtet. Ab November 2006 entfiel ein HD-Kanal: Sport- und Filmkanal wurden zu einem Angebot verschmolzen. Seit 4. Juli 2009 sendet der Nachfolger Sky sieben Programme in HD: Sky Sport HD, Sky Cinema HD, Discovery HD, National Geographic HD, History HD, Disney Cinemagic HD und Eurosport HD. Ergänzt wurden diese seit 13. August 2010 durch Sky Action HD, Sky Cinema Hits HD, Sky Sport 2 HD und ab Oktober 2010 durch den Event-Kanal Sky 3D (Side-by-side-Format) und ESPN America HD. Angekündigt sind die HD-Sender Sky Sport Extra HD für August 2011 und Sky Sport News HD für Dezember 2011.
Seit dem 1. Juni 2010 werden im Fernsehpaket über Satellit die verschlüsselten Sender Mezzo HD, myZen HD, Luxe HD, fashion HD und bebe TV HD verbreitet. Luxe HD ist aber schon lange via „Eurobird 9“ auf 9 Grad Ost auch mit deutscher Tonspur frei empfangbar.
Seit dem 16. Mai 2011 sind über die IPTV-Plattform von Telekom Entertain die deutschen MTV-Networks-Sender VIVA HD, Nickelodeon HD und Comedy Central HD ohne Zusatzkosten sowie MTV HD im HD-Paket zu empfangen.
Während die öffentlich-rechtlichen Sender ihre HD-Programme generell ohne Zusatzgebühren ausstrahlen, handelt es sich bei den HD-Angeboten der privaten Sender mehrheitlich um Bezahlfernsehen oder um verschlüsselte Programme, die über die Plattform HD+ kostenpflichtig ausgestrahlt werden.

#### Österreich
In Österreich sendet seit der Fußball-Europameisterschaft 2008 der öffentlich-rechtliche ORF sein erstes Inlandsprogramm ORF eins hochauflösend. Übertragen wird im 720p-Verfahren gemäß der weiter unten angeführten EBU-Richtlinie auf einem eigenen Kanal namens ORF eins HD. Es wurden alle EM-Spiele als auch Studiointerviews hochauflösend in HD übertragen. Inzwischen läuft das gesamte Programm im 720p-Verfahren. Seit Ende November 2009 wird auch das zweite Inlandsprogramm ORF 2 im 720p-Verfahren auf ORF 2 HD ausgestrahlt.
Die beiden Spartenkanäle ORF III und ORF Sport Plus senden seit dem 26. Oktober 2014 in 720p.
Neben den beiden ORF-Programmen senden über Satellit ServusTV, ATV (beide kostenlos) sowie Puls 4 (gegen Gebühr) auch in HD, es wird bei allen das 1080i-Verfahren eingesetzt. In einigen Kabelfernsehnetzen sind auch lokale Programme in HD verfügbar.
Zusätzlich bietet der Pay-TV-Anbieter Sky zurzeit zehn Fernsehsender in HD-Qualität an.
Über die terrestrische Plattform SimpliTV können seit April 2013 die wichtigsten Programme (nämlich die des ORF und ServusTV, die nach Registrierung kostenlos bleiben sowie mehrere deutsche Privatsender gegen monatliches Entgelt) auch in HDTV über die Muxe D, E und F in DVB-T2 empfangen werden.

#### Schweiz
In der Schweiz bot die SRG von Dezember 2007 bis Januar 2012 auf einem 24-Stunden-Gemeinschaftskanal mit Namen HD suisse Fernsehen in HD-Auflösung (720p) für alle Sprachregionen an. Seit dem 29. Februar 2012 werden statt des eingestellten HD Suisse die sechs öffentlich-rechtlichen Hauptprogramme der SRG im progressiven HDTV-Format 720p/50 ausgestrahlt. Seit dem 23. März 2015 ist SRF info teilweise unverschlüsselt, in HD-Qualität über Satellit zu empfangen.

#### Schweden
Seit Anfang September 2005 sendet der schwedische Pay-TV-Anbieter Canal+ den HD-Sender C More HD über Satellit und nutzt dabei im Gegensatz zu anderen HD-Sendern das ältere DVB-S und MPEG-2 (1080i). Dafür ist das Programm in ganz Skandinavien zu empfangen, mit Originalton und allen skandinavischen Sprachuntertiteln. Der schwedische ÖR-Sender SVT sendet seit Februar 2007 auf dem gleichen Satelliten (Thor, 1 Grad West) ein HDTV-Programm.

#### Großbritannien
In Großbritannien sendet seit dem 22. Mai 2006 Sky sein Bezahlangebot an HD-Kanälen. Von Start an werden HD-fähige Festplattenrekorder angeboten, und für die Anfangszeit wird auf HDCP und Analogausgangsabschaltung verzichtet. Das öffentlich-rechtliche BBC bereitet den HDTV-Regelbetrieb vor und sendete die Spiele der Fußball-Weltmeisterschaft 2006 über Satellit und in Teilen Londons über DVB-T. Danach begann BBC mit dem „HDTV-Trial“ auf Astra, 28,2° Ost, unverschlüsselt und sendet tagsüber Preview-Trailer aus verschiedenen HD-Produktionen sowie abends Vollprogramm wie Serien und Spielfilme, alles in voller HDTV-Auflösung 1080i. In Großbritannien beginnt Ende 2009 die offizielle Ausstrahlung von HDTV-Programmen über Antenne im neuen DVB-T2-Standard. Die BBC und der technische Dienstleister Arqiva wollen noch Ende 2009 London versorgen und ab dem Frühjahr 2010 terrestrisches HDTV auch in den Großräumen Glasgow, Newcastle, Birmingham, Leeds und Bradford anbieten.

#### Polen
In Polen senden drei verschiedene Fernsehplattformen ihr Programm in HD aus, Cyfra+, Cyfrowy Polsat und n. Empfangbar sind die Sender Ale Kino+ HD, Animal Planet HD, AXN HD, AXN Spin HD, BBC HD, BBC Knowledge HD, Canal+ HD, Canal+ Film HD, Canal+ Gol HD, Canal+ Sport HD, Canal+ Weekend HD, Cinemax HD, Cinemax 2 HD, Czwórka na Wizji HD, Discovery HD Showcase, Domo+ HD, Eurosport HD, Eurosport 2 HD, Filmbox HD, FOX HD, FOXlife HD, HBO HD, HBO 2 HD, HBO Comedy HD, History, Hyper+ HD, Kuchnia+ HD, MGM HD, MiniMini+ HD, MTV Live HD, National Geographic Channel HD, Nat Geo Wild HD, Next Lejdis HD, Next Man HD, NEXT Music +HD, NEXT TV HD, Next Young HD, Nickelodeon HD, Novela TV HD, nPremium HD, nPremium 2 HD, nPremium 3 HD, nPremium 4 HD, nSport HD, Planete+ HD, Polsat HD, Polsat Sport HD, Polsat Sport Extra HD, Romance TV HD, teleTOON+ HD, Travel Channel HD, TVN HD, TVN 7 HD, TVN Style HD, TVN Turbo HD, TVP HD, TVP1 HD, TVP2 HD, Viasat History HD, Viasat Nature HD, Water Planet HD und Wojna i Pokój HD.

#### Russland
Im Jahr 2006 startete das Unternehmen „Iskratelekom“ Testläufe von Fernsehsendern in hochauflösender Qualität. Am 27. April 2007 stellte der Bezahlsender NTW Plus erste Senderpakete in HD vor. Im Jahr 2009 wurde für hochauflösendes Fernsehen in Russland eine staatliche GOST-Zertifizierung herausgegeben. Im Juni 2012 nahm der größte russische Anbieter für Satellitenfernsehen Trikolor TV 20 HD-Sender in das Programm auf. Zu der Zeit zählte das geschätzte Auditorium der HDTV-Zuschauer rund 250.000 Menschen. Seit Dezember 2012 senden die wichtigsten staatlichen Fernsehsender Perwy kanal und Rossija 1 in HD. Ende 2013 empfingen nach Einschätzung von „J’son & Partners Consulting“ bereits 7,1 Millionen russische Haushalte hochauflösendes Fernsehen. Nach dem Stand vom 16. April 2015 gibt es in Russland die folgenden HDTV-Sender: Perwy kanal HD, Rossija 1 HD, NTW HD, RT HD, Mir HD, Sport 1 HD, Russian Travel Guide HD, Nasch futbol HD, KCHL TV HD, Doschd HD (im Februar 2014 aus den meisten Kabelnetzen ausgeschlossen), LifeNews HD, HD Sport, NTW Plus Futbol 1 HD, NTW Plus Futbol 2 HD, NTW Plus Futbol 3 HD, HD Kino, HD Kino 2, HD Life, KinoPremium HD, Semejnoje HD, Nasche HD, Ostrosjuschetnoje Kino HD, Kinopokas HD-1, Kinopokas HD-2, Amedia HD, Ameda Premium HD, Ochotnik i rybolow HD, Teletravel HD, Eureka HD, Schiwaja priroda HD, 360° Podmoskowje HD, IQ HD, Obschestwennoe telewidenije Rossii HD, Wmeste-RF HD, Straschnoje HD. Hinzu kommen einige HD-Sender ausländischer Herkunft.

#### Türkei
In der Türkei brachte Doğan TV (Kanal D) die HDTV-Technik als Erster ins Fernsehen. Am 27. September 2006 begann Kanal D mit HDTV-Tests; mit der offiziellen Sendung am 1. Oktober 2006. Der Kanal wurde kurze Zeit später eingestellt, da Kanal D zunächst nur die Technik testen und Erfahrungen gewinnen wollte. Nach einer eineinhalbjährigen Pause wurde Kanal D HD im August 2008 regulär im Pay-TV-Angebot von D-Smart gestartet, zusammen mit drei weiteren HD-Sendern (HD Smart, Discovery HD, Eurosport HD). Ein Jahr zuvor hatte bereits der Konkurrent Digiturk erste HD-Sender aufgeschaltet: LİG TV, ein Fußballsender, der die Türkische Liga (Süper Lig) überträgt, sendet seit dem 20. Juni 2007 auch in HDTV, ebenso wie weitere 5 im Laufe des Jahres auf Eutelsat W3A aufgeschaltete HD-Sender, die seit Januar 2008 abonnierbar sind (Moviemax HD, Dizimax HD, National Geographic HD, Eurosport HD, Spormax HD). Seit Januar 2010 sind bei Digitürk 7 weitere HD Kanäle dazu gekommen. Diese wären: Dizimax More HD, Moviemax Premier HD, Penthouse HD (soft Erotiksender), PremierLeague HD (English Premier League), MovieMax Stars HD, Fox Sports HD und NatGeo Wild HD. Damit sind aktuell Oktober 2010 genau 13 HDTV-Sender im Digitürk-Paket abonnierbar die in FullHD 1080i über DVB-S2 ausstrahlen. Der staatliche Fernsehsender Türkiye Radyo ve Televizyon Kurumu (TRT) übertrug die Olympischen Spiele 2008 in HDTV, jedoch wurde der Sender TRT 3 HD nach den Spielen wieder abgeschaltet. Konkrete Pläne, zur Fußball-Weltmeisterschaft 2010 einen dauerhaften HD-Sender zu starten, sind vorhanden. Der Privatsender Show TV plant, Ende 2009 über die Plattform Digiturk seine Sendungen in HDTV auszustrahlen.

#### Frankreich
In Frankreich gab es schon 2005 HD-Testsendungen über Hotbird von TF1 und Canal+, inzwischen sind mehrere Pay-TV und freie Programme auch terrestrisch in HDTV vertreten.

#### Ungarn
Das ungarische öffentlich-rechtliche Magyar Televízió begann mit der HDTV-Ausstrahlung ebenfalls vor den Olympischen Spielen im August 2008. Die Kanäle M1 HD und M2 HD senden derzeit wöchentlich nur ein paar, der dritte öffentlich-rechtliche Sender Duna HD – betrieben von Duna Televízió – dagegen mehrere HD-Programme täglich und alle drei Sender sind über DVB-T kostenlos zur Verfügung gestellt. Der Anteil der HDTV-Ausstrahlungen bei großen Sportereignissen ist wesentlich höher. Bei den Pay-TV-Anbietern über Kabel und Satellit sind weitere ungarischsprachige, private HD-Kanäle verfügbar, darunter ATV HD, HBO HD, Filmbox HD, Discovery HD, History HD, Eurosport HD und Digisport HD.

#### Albanien
Albanien hat bisher acht HDTV-Kanäle und vier davon für das Sportfernsehen. Die Firma Digitalb richtete diese im Februar 2008 ein.

#### Kroatien
Im März 2007 begann das kroatische Fernsehen mit der Testausstrahlung von terrestrischem HDTV im Raum der Hauptstadt Zagreb (siehe Infrastruktur, Verkehr und Telekommunikation in Kroatien).

#### Slowenien
Zu den Olympischen Spielen in Peking sendet auch RTV Slovenija ein terrestrisches HDTV-Signal in der Hauptstadt Ljubljana.
Seit Herbst 2013 werden die beiden Hauptprogramme von RTV Slovenija auch in HDTV über DVB-T landesweit ausgestrahlt, vorher konnte man sie ausschließlich über Kabel oder IPTV empfangen.

### Amerika
In den späten 1980er-Jahren begann die Federal Communications Commission (FCC) mit einem Ausschreiben zur Erstellung eines neuen Fernsehstandards für die USA und forderte später dabei sich konkurrierende Firmen auf, ihre Ressourcen und Arbeitskräfte zusammenzulegen. Diese formierten sich unter der Grand Alliance im Jahre 1993. In den 1990ern wurde in den USA ein entscheidender Schritt für die Einführung von HDTV vollzogen: Per Gesetz wurden alle landesweiten Sender (ABC, CBS, NBC, FOX) verpflichtet, ab 2006 digital zu senden, sodass die analoge Ausstrahlung beendet werden konnte.
Am 23. Juli 1996 strahlte das zu CBS gehörende WRAL aus Raleigh (North Carolina) als erste Fernsehstation der USA ein digitales HD-Signal aus. Diese HDTV-Übertragung war ein Major-League-Baseball-Spiel und wurde auf dem einzigen zu der Zeit erhältlichen HDTV-Bildschirm, einem 46-Zoll-Panasonic-Testmonitor, in einem Dallas Circuit City Store gezeigt. Der Test wurde direkt von Panasonics Fernsehsparte eingerichtet und war die erste offizielle, kommerzielle HD-Übertragung in den USA.
Ab 1998 wurden mehr und mehr HDTV-Fernsehgeräte verfügbar und ebenfalls wurde landesweit mit HD-Übertragungen begonnen – die Erste war der Start der Raumfähre Discovery und John Glenns Rückkehr in den Weltraum. Dieses wurde teilweise technisch durch die Harris Corporation ermöglicht.
Seit dem Jahr 2000 setzen die Sender in den USA vermehrt auf HDTV in der Primetime (abends). Der Absatz von HD-fähigen Fernsehern, LCD- und Plasmabildschirmen, sowie den dazugehörigen HD-Receivern ist groß, und die Nachfrage wächst immer weiter. Trotzdem wurde die festgelegte Abschaltung des analogen Fernsehens im Jahr 2004 auf 2007 verschoben, da man den Aufwand unterschätzt hatte.
Die verwendete terrestrische Norm ist ATSC, meist in 1080i60, seltener auch 720p60. Der Mehrkanalton liegt im Dolby-AC3-Format vor. Beim HDTV-Empfang via Satellit gibt es zurzeit nur noch zwei Anbieter: „DirecTV“ und „Dish Network“ jeweils mit eigenen MPEG2-HD-Receivern, die Umstellung auf das effizientere MPEG4-AVC begann Mitte 2006. Laut Betreiberangaben waren ab Ende 2007 über 100 HDTV-Sender über DirecTV zu empfangen.
In Kanada werden zwar auch US-Sender und damit auch deren HD-Ausstrahlungen empfangen, allerdings wurde erst am 22. November 2003 mit dem NHL Eishockey-Spiel zwischen den Edmonton Oilers und den Montréal Canadiens die erste HD-Ausstrahlung des einheimischen CBC durchgeführt. Seitdem senden Bell ExpressVu, ein kanadischer Satellitensender, Rogers Cable und Videotron mehr als 21 HDTV-Sender aus allen Genrebereichen. CTV Toronto und dessen westliches Gegenstück BC CTV waren auch die ersten, die HDTV via terrestrischen ATSC sendeten. Die 2006 NHL Playoffs wurden von einer erneut gesteigerten HDTV-Abdeckung begleitet.
Der mexikanische Fernsehkonzern Televisa führte in den frühen 1990ern Experimente in HDTV-Ausstrahlungen in Zusammenarbeit mit dem japanischen NHK. Während der ersten Hälfte von 2005 begann der Kabelanbieter Cablevision, in Mexiko-Stadt fünf HD-Kanäle und Festplattenrekorder anzubieten. 2005 unterzeichnete TV Azteca mit Harris Corporation für digitale TV-Sendeanlagen und HDTV-Kodiergeräte, um damit High-Definition in neun mexikanische Städte zu bringen. Die Markteinführung wird in zwei Phasen durchgeführt werden. Im dritten Quartal 2006 soll HDTV-Übertragungen in Mexikos größten Märkten, Mexiko-Stadt, Guadalajara und Monterrey, verfügbar sein. Phase zwei wird die nationale Einführung sein, das HDTV-Signale in sechs Städten (Matamoros, Reynosa, Nuevo Laredo, Ciudad Juarez, Mexicali und Tijuana) entlang der mexikanischen Grenze zu den USA einführen soll. Dabei soll ausgenutzt werden, dass HD-Receiver dank des früheren HDTV-Starts auf der US-Gegenseite in diesen Gegenden bereits erhältlich sind.
In Brasilien werden seit 2001 Fernsehgeräte mit nativer 480p-Auflösung hauptsächlich für SDTV- und DVD-Benutzung angeboten. Ab 2003 wurden die ersten nativen 720p-LCD-Geräte angeboten.
Die brasilianische Regierung benötigte eine lange Zeit, um abzuwägen, welcher Standard für das Digitalfernsehen genutzt werden sollte. Am 29. Juni 2006 unterschrieb Präsident Luiz Inácio Lula da Silva ein Dekret zur Einführung von ISDB als nationalen Standard. Der Übergang zu ISDB soll neun Jahre betragen. Die von brasilianischen Forschern vorgeschlagenen Implementierungen von Verbesserungen des Standards werden wegen Inkompatibilitäten wahrscheinlich nicht von japanischen ISDB-Verantwortlichen integriert werden, sondern erst in zukünftigen Erweiterungen für alle ISDB-Länder zur Verfügung gestellt werden.

### Asien
Japan und Südkorea, die traditionell ebenfalls ein NTSC-Format mit 60 Hz (östl. Japan 50 Hz) nutzen, sind mit der Einführung von HDTV ebenfalls schon weit fortgeschritten. Es werden mehrere Programme über Satellit und terrestrisch ausgestrahlt. Japan entschied sich dabei für das eigene ISDB und Südkorea nutzt das amerikanische ATSC.
Japan nutzte schon analoge Verfahren (MUSE) zur Übertragung von HDTV, allerdings ist der alte Standard nicht fähig gewesen, auch den neuen digitalen Standard zu übertragen. Digitales hochauflösendes Satellitenfernsehen wurde erstmals am 1. Dezember 2000 von NHK mit einer Auflösung von 1920 × 1080i in der ISDB-S Norm im Regelbetrieb ausgestrahlt. Später folgten weitere HDTV-Kanäle auf der BSAT-Satellitenplattform. Im Dezember 2003 wurde damit begonnen, die regulären terrestrischen Kanäle Japans via ISDB-T auszusenden. Es wird berichtet, dass bereits zwei Millionen HD-Receiver verkauft wurden.
In Südkorea wird von den Sendern eine Quote von mindestens 10 Stunden pro Woche für Ausstrahlungen in HD im ersten kommerziellen Regelbetriebsjahr verlangt.
Ab 1. Januar 2008 haben vier chinesische Fernsehsender Probeübertragungen mit HDTV eingeführt. Seit 28. September 2009 senden zusätzlich neun chinesische Sender HDTV-Sendungen offiziell in ihren Programmen. Die neun Sender sind CCTV 1, BTV, DragonTV, GuangdongTV, ShenzhenTV, ZhejiangTV, HunanTV, HeilongjiangTV und JiangsuTV. Bis Ende 2009 wurden um 6–7 Stunden pro Tag HDTV-Programme gesendet. Sendegebiet und Länge der HDTV-Programme werden 2010 erweitert.
Obwohl die lokalen Behörden in Hongkong Ende 2006 als Zeitpunkt abgesteckt haben, sich auf einen HDTV-Standard festzulegen, gibt es politische und wirtschaftliche Überlegungen. Das chinesische Hauptland wird ein Mitspracherecht bei der Auswahl haben, um dieses Medium im direkten Umland um Hongkong zu überwachen, aber auch, um zu dem eigenen geplanten HDTV, welches ebenfalls bislang nicht ausgewählt ist, so weit wie möglich kompatibel zu bleiben. Hongkonger Sender streben diese Kompatibilität an, um so in den lukrativen südchinesischen Markt ohne kostenintensive Formatkonvertierung übertragen zu können.
Am 31. Mai 2006 wurde in Singapur mit den offiziellen HDTV-Tests begonnen. Dabei waren Mediacorp, die HD über DVB-T übertrugen, und Starhub CableVision, die HD über DVB-C übertrugen. Beide sendeten in 1080i und 50 Hz, um bei der Bildwiederholrate konform zum traditionell genutzten PAL zu bleiben. Der Testlauf unter 1000 ausgewählten Teilnehmern wird Ende des Jahres abgeschlossen, wenn auch Mediacorp und Starhub vermutlich den übrigen Kunden den Service öffnen werden.

### Australien
Australien war das erste Land mit HDTV-Regelbetrieb in 50 Hz und mit MPEG-2 per DVB (via Satellit und terrestrisch), allerdings werden dort auch einige Auflösungen (wie 576p50) als hochaufgelöst betrachtet, die anderswo nur als EDTV eingestuft werden. Australien startete im Januar 2001, aber erst im August 2003 war HD vorgeschrieben. Danach müssen kommerzielle Sender mindestens 1.000 Stunden hochaufgelöst produziertes Material pro Jahr senden (die nicht kommerzielle ABC darf altes Material konvertieren). Seit 2005 senden alle überregionale Senderketten (ABC, 7, Nine, TEN und SBS) von allen terrestrischen Standorten digital und analog im Parallelbetrieb. Die Sender ABC und SBS senden darüber hinaus noch je ein zusätzliches digitales Fernsehprogramm sowie zwei digitale Radioprogramme. Ab 2009 wurde auch für die drei überregionalen kommerziellen Senderketten je ein weiteres (zweites) digitales Programm freigegeben, ABC wird ein drittes Programm ausstrahlen. Jede der genannten Senderketten betreibt zusätzlich einen eigenen HD Kanal, der programminhaltlich einem der SD-Kanäle entspricht.